# Alsophila umbrata
Alsophila umbrata là một loài bướm đêm trong họ Geometridae.